# Municipio Tinaco

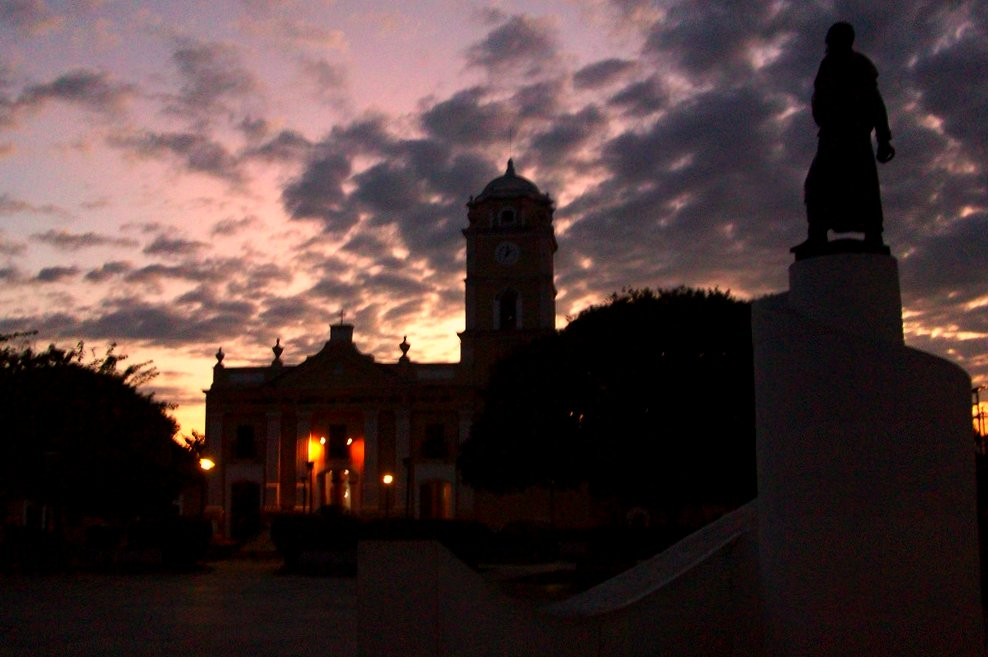
Amanecer en la Plaza Bolívar del Municipio Tinaco en el Estado Cojedes

El municipio Tinaco está ubicado en el estado Cojedes, Venezuela, tiene una superficie de 1.090 km² y es el tercer municipio más importante del estado, y tiene una población de 40.776 habitantes (censo 2023). Tiene como capital la Villa de Nuestra Señora del Rosario Tinaco (Tinaco).
La temperatura promedio del año ronda entre los 28 °C y 32 °C,

## Historia del municipio
En 1630 llega a tierras cojedeñas el capitán Juan de Andrés Román Vera, quien. Establece su cuartel a orillas del río Tinaco, funda un hato y trae a 600 indios guamonteyes, los agrupó en un pueblo al que llamó San Francisco Solano. Para 1658 el pueblo estaba prácticamente despoblado. En 1680 el misionero Pablo de Orihuela comienza las gestiones para la fundación de un nuevo pueblo de indígenas con el nombre de San Pablo de Tinaco, pero los indios se rebelan y se disuelve el pueblo. No se sabe nada más del joven poblado hasta 1754 cuando se erigió la primera iglesia de Tinaco. Tradicionalmente se toma este año como la verdadera fecha de fundación de Tinaco. El lugar donde estaba ubicado el primer asentamiento era muy anegadizo, y es por eso que los pobladores le solicitaron permiso al obispo viajero Mariano Martí para mover el pueblo y la iglesia al lugar donde se encuentra hoy. El obispo firmó el decreto para este traslado el 13 de marzo de 1780 y el 2 de mayo del mismo año el capitán Luis de Unzaga, Real Patrono, acordó el traslado del pueblo y la construcción de la nueva iglesia.

## Atractivos turísticos
Entre los atractivos más resaltantes de este municipio se puede destacar La Danta, está a 760 m s. n. m., es un área protegida por ser parte de las serranías del parque nacional Tirgua. Al subir al pueblo se debe hacer una parada para divisar la fastuosa llanura que comienza a divisarse perdiéndose en el horizonte, es una excelente zona para hacer turismo de aventura, así como el cerro Tiramuto que se divisa imponente desde la población y por las vías que conducen hacia noreste y sureste del Estado, también tenemos el muy conocido cerro La Gloria. 
Parque Artesanal Rafael Vilorio Ubicado municipio tinaco a la altura de la troncal 005 en sentido San Carlos-Valencia.
El balneario turístico Don Agustín Padrón (Caja de Agua), posee una cueva subterránea denominada pozo La Tinaja, se puede practicar la pesca deportiva, mientras que en balneario Las Lajitas puede refrescarse en sus pozos y con la vegetación que crece en la zona.
También existen infraestructuras de interés turístico por su valor histórico como son La Casa Municipal, Casa Colonial El Puente Juan Vicente Gómez, conocido como puente La Caja.
EMISORAS DE RADIO:
Ritmo 96.1
El 18 de febrero de 1997 El Publicista y Radio difusor
Ivan González Funda en Tinaco La Primera Emisora de Radio
Ritmo 96.9 Fm
SEGURIDAD MUNICIPAL
Tinaco cuenta con un comando de la Policía de Cojedes ubicado en sector Corozal
Estacionamiento de INTT Ubicado en la Troncal 005 Via Valencia.
Comando * Guardia Nacional de Venezuela Ubicado en Sector Pueblo Nuevo

## Personajes
- José Laurencio Silva, general de división
- Eloy Guillermo González, político
- José Carrillo Moreno, médico.
- Dennis Fernández, abogada, diputada AN 2010-2016 2016-2021
- Patrick López, boxeador
- Luis Rodríguez, grandes ligas/béisbol
- Walid Makled empresario, narcotraficante
- Juvenal Hernández, autor del himno del municipio Tinaco, poeta y  escritor, miembro de la Academia Nacional de la Historia.
- Rafael Méndez Figueredo, farmaceuta 1896, latifundista. dueño de cines, farmacias, fundador del periódico El Industrial. Protector de Lampos Tinaqueros.

## Política y gobierno

### Alcaldes
| Período     | Alcalde               | Partido político / Alianza | % de votos | Notas |
| ----------- | --------------------- | -------------------------- | ---------- | --- |
| 1989 - 1992 | Ramón Antonio Matute  | COPEI                      | 47,73      | Primer alcalde bajo elecciones directas |
| 1992 - 1995 | José Alberto Galindez | AD                         | 48,57      | Segundo alcalde bajo elecciones directas |
| 1995 - 2000 | Enrique Centeno       | COPEI                      | -          | Tercer alcalde bajo elección esdirectas (se realizaron elecciones generales adelantadas en el 2000 debido a la aprobación de la Constitución de 1999) |
| 2000 - 2004 | Enrique Centeno       | COPEI                      | 30,14      | Reelecto |
| 2004 - 2008 | Teodoro Bolívar       | MVR                        | 65,11      | Cuarto alcalde bajo elecciones directas |
| 2008 - 2013 | Francisco Ojeda       | PSUV                       | 50,23      | Quinto alcalde bajo elecciones directas (se postergan 1 año las elecciones municipales pautadas para finales del 2012)                                |
| 2013 - 2017 | Julio Castro          | PSUV                       | 48,42      | Sexto alcalde bajo elecciones directas |
| 2017 - 2021 | José Rivas            | PSUV                       | 72,97      | Séptimo alcalde bajo elecciones directas |
| 2021 - 2025 | Juan Carlos Zamora    | PSUV                       | 42,03      | Octavo alcalde bajo elecciones directas. Electo con la tarjeta de la MUD, se incorpora al PSUV en 2024.                                               |
| 2025 - 2029 | Alberto José Galíndez | VVC                        |            | Noveno alcalde bajo elecciones directas |

### Concejo municipal
Período 1989 - 1992
| Concejales:          | Partido político / Alianza |
| -------------------- | -------------------------- |
| Germán Noda          | AD                         |
| David Rodríguez      | AD                         |
| Ana de Sandoval      | AD                         |
| Audilia Escobar      | AD                         |
| José Alberto Mercado | COPEI                      |
| Encarnación Sánchez  | COPEI                      |
| Argenis R. Pérez     | COPEI                      |

Período 1992 - 1995
| Concejales:           | Partido político / Alianza |
| --------------------- | -------------------------- |
| Teofilo Menessini     | AD                         |
| Pedro Pinto           | AD                         |
| Esteban Ramírez       | AD                         |
| José del Carmen Silva | AD                         |
| Carmen Veloz          | COPEI                      |
| José Villegas         | COPEI                      |
| Luis Colmenares       | COPEI                      |

Período 1995 - 2000
| Concejales:        | Partido político / Alianza |
| ------------------ | -------------------------- |
| Esteban Ramírez    | COPEI                      |
| Hipolito Ochoa     | COPEI                      |
| Pedro Pinto        | COPEI                      |
| Fernando Calatayud | COPEI                      |
| José Antonio Peña  | COPEI                      |
| José Villegas      | AD                         |
| Freddy Álvarez     | CONVERGENCIA               |

Período 2000 - 2005
| Concejales:          | Partido político / Alianza |
| -------------------- | -------------------------- |
| Fernando Calatayud   | COPEI                      |
| Pedro Pinto          | COPEI                      |
| José Antonio Peña    | COPEI                      |
| Alejandro Villanueva | MVR                        |
| Rafael Era           | MVR                        |
| Coromoto Escorche    | MVR                        |
| Juan Silva           | AD                         |

Período 2005 - 2013
| Concejales:          | Partido político / Alianza |
| -------------------- | -------------------------- |
| Alejandro Villanueva | MVR                        |
| Rafael Era           | MVR                        |
| Leonardo Bruno       | MVR                        |
| Freddy Ortega        | MINATE                     |
| Amilkar Mercado      | MINATE                     |
| Olinda Molletones    | MINATE                     |
| Celida Veloz         | PODEMOS                    |

Período 2013 - 2018:
| Concejales      | Partido político / Alianza |
| --------------- | -------------------------- |
| Jorge Herrera   | PSUV                       |
| Alvaro Sandoval | PSUV                       |
| Dadsy González  | PSUV                       |
| Marvis Pérez    | PSUV                       |
| Darlis Utrera   | PSUV                       |
| Yelitza Tovar   | PSUV                       |
| Zaida Bruguera  | MUD                        |

Período 2018 - 2021
| Concejales       | Partido político / Alianza |
| ---------------- | -------------------------- |
| Yonny Salas      | PSUV                       |
| Jennifer Perera  | PSUV                       |
| Gregorio Casique | PSUV                       |
| Yelitza Tovar    | PSUV                       |
| Darlis Utrera    | PSUV                       |
| Andres Gutiérrez | PSUV                       |
| Maria Herrera    | PSUV                       |

Periodo 2021 - 2025
| Concejales:        | Partido político / Alianza |
| ------------------ | -------------------------- |
| Bruja Quiñonez     | MUD                        |
| Anibal Herrera     | MUD                        |
| Wilfredo Fernández | MUD                        |
| Pedro Figueredo    | MUD                        |
| Elymar Torcate     | MUD                        |
| Glenda Farfan      | PSUV                       |
| Gregorio Casique   | PSUV                       |

Organismo público 
Guardia Nacional en Tinaco de Cojedes.
Policía Estadal de Cojedes.
Policía Municipal de Tinaco.